# Oflag IX-A/H
Oflag IX-A/H was tijdens de Tweede Wereldoorlog een Offizierslager, een krijgsgevangenenkamp voor officieren in de gemeente Spangenberg in Hessen, Duitsland.

## 1939-1941
Het kamp werd geopend in oktober 1939 en heette toen Oflag IX-A. In juni 1940 werd de letter H aan de naam toegevoegd omdat dit een hoofdkamp werd, er waren ook subkampen. Doel van het kamp was het onderbrengen van gevangen officieren van de Britse en Franse luchtmacht. 
In 1941 werd het kamp gesloten in februari en heropend in september. Na de heropening werden er officieren van de Britse landmacht ondergebracht.

## Ontsnappingen
- Augustus 1940: Howard Wardle (1915-1995) was een Canadese piloot van de RAF. Hij kwam bij het 218 Squadron en werd op 20 april 1940 door de Duitsers bij Crailsheim neergeschoten. De andere twee bemanningsleden sneuvelden, hij werd gevangengenomen en door de Luftwaffe ondervraagd. Daarna kwam hij in Oflag IX-A terecht. Ongeveer 24 uur na zijn ontsnapping werd hij weer opgepakt. Hij werd overgeplaatst naar Oflag IV-C (Colditz). Ook vandaar ontsnapte hij, via Zwitserland en Spanje kwam hij op 5 februari 1944 terug in Engeland.
- 3 september 1941: drie officieren van de RAF,  Dominic Bruce, Peter Tunstall en Eustace Newborn, ontsnapten via de poort. Een andere gevangene, John Milner, werd als Duitser verkleed. Hij bracht de drie officieren, verkleed als leden van de Zwitserse Commissie, naar de hoofdingang, waar Milner afscheid van hen nam. Daarna trokken de heren nep-Duitse uniformen aan en begaven zich naar een vliegveld bij Kassel, waar ze een vliegtuig wilden stelen. Er bleek geen goed toestel te zijn, dus gingen ze naar Frankrijk. Onderweg werden ze opgepakt. Terug in Sprangenberg kregen ze 53 dagen solitaire opsluiting.

Naar aanleidingen van de ontsnappingen werd besloten het kamp in oktober 1941 te sluiten. De gevangenen gingen naar Oflag VI-B.

## 1942-1945
In januari 1942 werd het kamp heropend om oudere Britse officieren onder te brengen. Hierbij waren een aantal officieren die tijdens Market Garden werden opgepakt. Zij werden in april 1945 bevrijd.

## Bekende gevangenen
- Dominic Bruce, ontsnapte later uit Colditz.
- John Dutton Frost, in Arnhem op 21 september 1944 gevangengenomen bij de Rijnbrug die sinds 1978 de John Frostbrug heet.
- Airey Neave, ontsnapte later uit Colditz.
- Brian Paddon, ontsnapte later uit Colditz.
- William Francis Kynaston Thompson.